# Аарійська мова
Аарі́йська мова (англ. Aari language) — африканська мова негритянських нілотських народностей на півдні Ефіопії. Входить до південної омотської групи афразійських мов. Одна з мов Ефіопії. Поширена на південному заході країни, в регіоні народів і народностей півдня, в районі Північне Омо, на півдні Ефіопського плато, біля ареалу гамер-банської мови. Належить до мов типу SOV. Має писемність на базі ефіопської та латинської абеток. Кількість носіїв — близько 285 тисяч осіб (2010), з яких 129 тисяч — знають лише цю мову. Використовується поряд з офіційною амгарською як домашня мова, мова ринку. Вивчається в початковій школі; рівень грамотності — 8 %.

## Назви
- Аарійська мова, або Аарі (англ. Aari language)[1]
- Аарайська мова, або Аарай (англ. Aarai language)[1]
- Араська мова, або Ара (англ. Ara language)[1]
- Аріська мова, або Арі (англ. Ari language)[1]
- Ароська мова, або Аро (англ. Aro language)[1]
- Шанкілська мова, або Шанкіла (англ. Shankilla language) — зневажлива назва, від зневажливої нілотських народів «шанкілла» («чорні», «негри»)[1]
- Шанкілінська мова, або Шанкіллін'я (англ. Shankilligna language, Shankillinya language) — так само[1].

## Класифікація
Згідно з Ethnologue:
1. Афразійські мови
  1. Омотські мови
    1. Південно-омотські мови
      1. Аарійська мова
        1. Бакоський діалект (Bako (Baco)) — говір племені бако.
        2. Бійоський діалект (Biyo (Bio)) — говір племені бійо.
        3. Вубагамерський діалект (Wubahamer (Ubamer)) — говір племені вубагамер.
        4. Зеддоський діалект (Zeddo) — говір племені зеддо.
        5. Лайдоський діалект (Laydo) — говір племені лайдо.
        6. Сейкіський діалект (Seyki) — говір племені сейкі.
        7. Сідоський діалект (Sido) — говір племені сідо.
        8. Шангамський діалект (Shangama) — говір племені шангама.

## Фонетика
Фонеми аарійської мови
- Голосні: m, b, f, t̪, d̪, ɗ, n, r, s, z, ts, t͡sʼ, t̠ʃʼ, d̠ʒ, t̠ʃ, w, ɓ°, l, ʃ, ʒ, j, k, g, q, ʔ, ɦ.[2]
- Приголосні: iː, e̞ː, ɛ, aː, a, u, uː, ɔ̝, o̞ː, i̞.[2]